# Na Gruagaichean
Na Gruagaichean – szczyt w paśmie Mamores, w Grampianach Zachodnich. Leży w Szkocji, w regionie Highland. 